# John Peter Jukes
John Peter Jukes OFMConv (* 7. August 1923 in London, England; † 21. November 2011) war ein britischer Ordensgeistlicher und römisch-katholischer Theologe. Von 1980 bis 1998 war er Weihbischof in Southwark.

## Leben
John Peter Jukes war das älteste von drei Kindern von Francis und Florence Jukes. Seine Mutter war vor der Hochzeit vom anglikanischen Glauben zum Katholizismus konvertiert. Er besuchte die Grundschule in Eltham und danach die St. Joseph’s Academy in Blackheath. Während des Zweiten Weltkriegs war er im öffentlichen Dienst tätig. Danach begann er ein Studium der Agrarwissenschaften (in Romney Marsh), entschied sich aber 1946 um und trat der Ordensgemeinschaft der Minoriten in Liverpool bei.
Jukes studierte zunächst in England, graduierte in Theologie (Diplom und Lizenziat) an der Päpstlichen Theologischen Fakultät St. Bonaventura-Seraphicum in Rom und empfing am 19. Juni 1952 durch Erzbischof Richard Downey in St. Anthony of Padua, Liverpool, die Priesterweihe. 1953 bis 1959 war er Rektor des ordenseigenen Seminars in Anglesey, Wales. 1959 wurde er Pfarrer der Gemeinde St. Clare’s in Higher Blackley, Manchester. 1960 wurde er Sekretär und Vize-Provinzial seiner Ordensprovinz. 1968 wechselte er nach Waterloo, Lancashire. Von 1969 bis 1979 lehrte er Kanonisches Recht am Franciscan International Study Centre in Canterbury und war zudem in verschiedenen Ordensämtern tätig. 1979 wurde er als Provinzial der englischen Minoritenprovinz gewählt.
Papst Johannes Paul II. ernannte ihn am 20. Dezember 1979 zum Titularbischof von Strathernia und bestellte ihn zum Weihbischof in Southwark. Der Erzbischof von Southwark, Michael George Bowen, spendete ihm am 30. Januar 1980 die Bischofsweihe; Mitkonsekratoren waren Anthony Joseph Emery, Bischof von Portsmouth, und Charles Joseph Henderson, Weihbischof in Southwark.

## Wirken
John Peter Jukes engagierte sich für die Schulkommission und war dessen Vorsitzender für sechs Jahre, und den Katechismus. Er war Chairman des „World of Work Committee of the Bishops’ Conference of England and Wales“ und engagierte sich für die „South London Industrial Mission“. Von 1993 bis 1998 war er Chairman of the Governors of St. Mary’s College of Higher Education, Strawberry Hill, Twickenham. Er fungierte als Vertreter der Bischofskonferenz im Christlichen Rat für Verteidigung und Abrüstung. Er war auch ein Mitglied der Bio-Ethik-Kommission der drei Bischofskonferenzen der britischen Inseln. Für sein Wirken wurde er mit einer Ehrendoktorwürde der University of Surrey geehrt. John Peter Jukes war ein Verfechter für den Zölibat.
Am 11. Dezember 1998 nahm Papst Johannes Paul II. seinen altersbedingten Rücktritt an. Nach seinem Rücktritt übernahm er eine Gemeinde des Bistums Aberdeen in Schottland.